# Stapelsieb

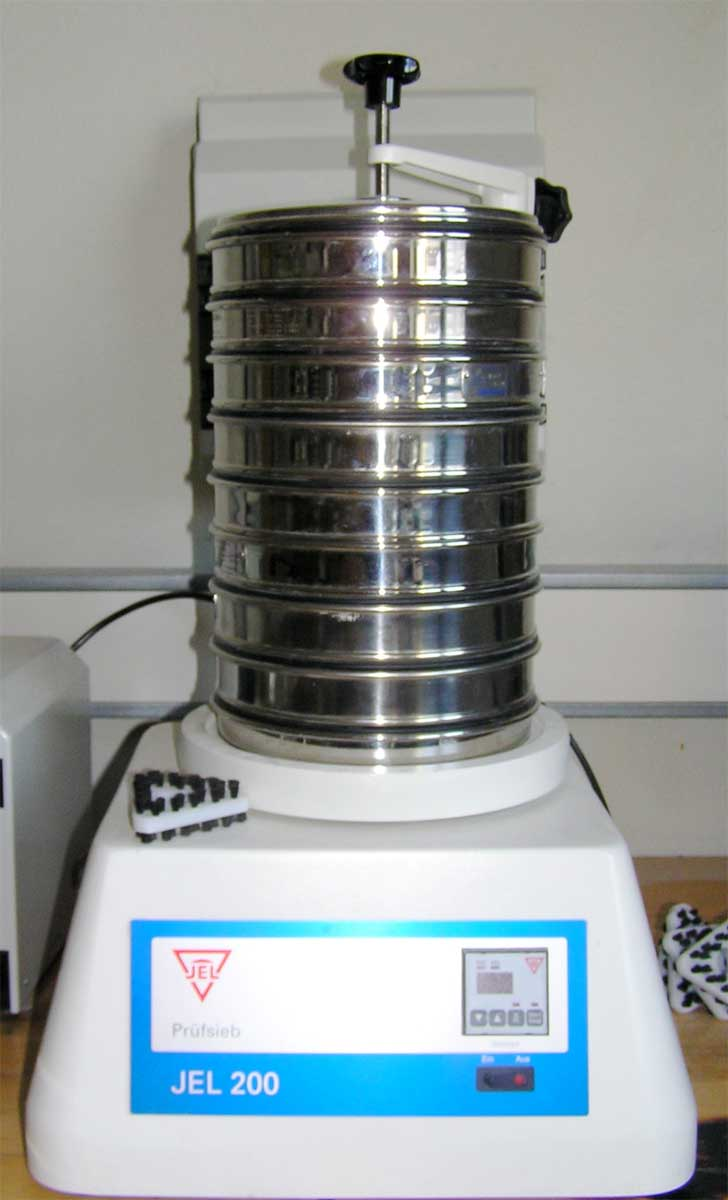
Laborsiebmaschine mit einem Siebstapel

Ein Stapelsieb ist ein Stapel von Sieben, deren Maschenweite von oben nach unten immer kleiner wird. Den Abschluss bildet ein Auffangbecken. Ein Stapelsieb besteht aus mindestens zwei Sieben.
Stapelsiebe dienen zur Trennung von lockeren Mischmaterialien und der Siebanalyse. Da die Siebe (von oben nach unten gesehen) immer feiner werden, bleibt im obersten Sieb das gröbste Material hängen, im nächsten Sieb das nächstfeinere usw., bis im Auffangbecken das feinste Material landet.

## Beispiele
Stapelsiebe werden z. B. verwendet, um Kartoffeln nach ihrer Größe zu sortieren, Gold zu waschen oder Samen aus Fruchtständen herauszufiltern.